# Tomasi Kulimoetoke II
Tomasi Kulimoetoke II, född 26 juli 1918 i Mata-Utu, död 7 maj 2007 i Mata-Utu, var kung av Uvea (även kallad Wallis), en av Wallis- och Futunaöarna, från 1959 till sin död.